# Sven Olof ”Esso” Larsson
Sven Olof Martin "Esso" Larsson, född 24 maj 1938, är en friidrottare som var aktiv under första halvan av 1960-talet. Han tävlade för Flens IF och  IFK Sundsvall. Larsson avslutade karriären 1967 på grund av skador. Löpning cirka 1 500 meter till 10 000 meter samt terränglöpning var hans specialitet. Han utsågs 1963 till Stor grabb nummer 223 i friidrott.

## Främsta meriter
Larsson hade det svenska rekordet på 5 000 meter 1963–1965. Han vann fyra SM-tecken (ett i lag och tre individuella). Han segrade på 5 000 meter vid de andra nordiska mästerskapen 1963.

## Karriär
1962 vann Larsson SM-tecknet i terränglöpning 4 000 meter.
Den 9 juli 1963 slog Larsson i Stockholm Gunder Häggs svenska rekord på 5 000 meter genom att springa på 13 minuter och 49,2 sekunder. Han behöll rekordet till 1965 då Bengt Nåjde sprang på 13.37,8. Detta år (1963) vann han även 5 000 meter vid NM (nordiska mästerskapen), på 14.15,4. Han vann också ett andra SM-tecken 1963, det i terränglöpning 12 km.
1964 var han med vid OS i Tokyo på 5 000 meter men blev utslagen i försöken.
1966 deltog Larsson i IFK Sundsvalls segrande lag på lagterränglöpning 12 km.